# Epenwöhrden
Epenwöhrden település Németországban, Schleswig-Holstein tartományban. Lakosainak száma 781 fő (2023. december 31.). Epenwöhrden Nordermeldorf és Hemmingstedt községekkel határos.

## Népesség
A település népességének változása:
| Lakosok száma | 589  | 786  | 776  | 766  | 799  | 781  |
|               | 1975 | 2017 | 2019 | 2021 | 2022 | 2023 |